# Ngubi
Le ngubi (ngove) est une langue bantoue mineure du Gabon.